# Peter Berkos
Peter Berkos (* 15. August 1922 in Chicago, Illinois; † 2. Januar 2024 in San Diego, Kalifornien) war ein US-amerikanischer Tontechniker.

## Leben
Peter Berkos wuchs in Chicago zusammen mit seinem Zwillingsbruder Paul und vier Schwestern auf.
Er diente im Zweiten Weltkrieg in der United States Army Air Forces. Er studierte anschließend mit Hilfe der G. I. Bill am Columbia College Film. Das damals neu gegründete College war im Aufbau begriffen. Zusammen mit seiner Frau Sally Ann und seinen beiden Studienkollegen Sam Reynolds und Sam Bernard ging er nach Hollywood, wo er im Lager bei Universal Studios anfing und sich langsam hocharbeitete.
Peter Berkos arbeitete von 1956 bis 1987 als Soundeditor in Hollywood. In seiner dreißigjährigen Karriere arbeitete er an über 300 Filmen, oftmals ohne jegliche Nennung. Als Tontechniker für den 1975 veröffentlichten Film Die Hindenburg erhielt er bei der Oscarverleihung 1976 einen Special Achievement Award für die Soundeffekte.
1963 wurde er Präsident der Motion Picture Sound Editors. Während dieser Zeit kämpfte er für die Anerkennung der Sound-Editoren, die oftmals nicht einmal im Abspann erwähnt wurden. 1996 wurde er von der Organisation mit einem Preis für sein Lebenswerk geehrt.
Nachdem er die Filmbranche verlassen hatte, widmete er sich dem Schreiben von Belletristik und veröffentlichte mehrere Romane.
Berkos lebte in Rancho Bernardo, einer nördlich gelegenen Planstadt der kalifornischen Metropole San Diego. Am 2. Januar 2024 starb er im Alter von 101 Jahren.

## Filmografie (Auswahl)
- 1956: Das Ungeheuer ist unter uns (The Creature Is Among Us)
- 1957: Tammy (Tammy and the Bachelor)
- 1958: Immer Ärger mit den Frauen (The Lady Takes a Flyer)
- 1958: Im Zeichen des Bösen (A Touch of Evil)
- 1967: Modern Millie – Reicher Mann gesucht (Thoroughly Modern Millie)
- 1968: Coogans großer Bluff (Coogan’s Bluff)
- 1969: Sweet Charity
- 1970: Airport
- 1973: Der Clou (The Sting)
- 1975: Tollkühne Flieger (The Great Waldo Pepper)
- 1975: Die Hindenburg (The Hindenburg)
- 1976: Car Wash – Der ausgeflippte Waschsalon (Car Wash)
- 1977: Schlappschuss (Slapshot)
- 1978: Kampfstern Galactica (Battlestar Galactica, Serie und Kinofilm)
- 1979: Buck Rogers (Fernsehserie)
- 1982–1983: Die Zeitreisenden (Voyagers!, Fernsehserie)

## Werke
- Tpito the Third Twin. Trafford Publishing 2007, ISBN 978-1-4251-3047-3.
- The Double Double Cross. FriesenPress 2012, ISBN 978-1-4602-0668-3.
- Stage Fright. Outskirts Press 2016.